# تاکایاما، ناگانو
تاکایاما، ناگانو (به لاتین: Takayama, Nagano) یک منطقهٔ مسکونی در ژاپن است که در Kamitakai District واقع شده‌است. تاکایاما ۹۸٫۵۶ کیلومترمربع مساحت و ۷٬۰۸۴ نفر جمعیت دارد.